# 相川聖奈
相川聖奈（日语：／ Aikawa Seina，1996年4月10日—），日本年少偶像。於山梨县出身。

## 生平
2008年，正在就讀小学六年級的相川聖奈選擇出道。10月31日，她推出了首部寫真DVD《杯夏游泳池》（ぱい夏プール）。
2009年2月7日，相川出席了第二部寫真DVD《聖★少女》的發售紀念活動，她表示最喜歡這部作品的黑色比基尼場景。3月，她在寫真雜誌《Sho→boh》上亮相。4月24日，她的寫真DVD《在異國Say Yes》（異国でSay Yes）公開。8月，她在《Sho→boh》第二度亮相。9月25日，她於塞班島和東京拍攝的寫真DVD《圣的桃子派》（聖なるピーチパイ）公開，她之後表示，這部作品為她「首部要用到演技」的作品。12月23日，她推出了寫真DVD《Poin♪》（ぽいん♪）。
2010年3月19日，相川於沖繩拍攝的寫真DVD《挠痒痒聖春》（くすぐる聖春）開售。10月25日，她推出了寫真DVD《聖的青春期》（聖なる思春期），於當中刻意讓自己無表情，表露出「大人的一面」。12月，她在寫真雜誌《Chu→Boh》上登場。
2011年1月28日，相川的寫真DVD《與你相戀5cm》（キミとの恋は5cm）公開。2月13日出席了上述作品的紀念活動。4月15日，她公開了寫真DVD《mis*dol》，29日在秋葉原出席發售紀念活動，她認為協助拍攝這部DVD的工作人員對自己很好。7月25日，由她主演的寫真DVD《還是初中生》（まだ中学生）公開。她在此一作品中刻意表演出幼氣感。12月16日，她推出了寫真DVD《美☆少女時代》，她表示在此作中最喜歡的服裝就是女僕裝。
2012年1月，相川在雜誌《Chu→Boh學園同級生Special》上登場。3月25日，她在沖縄拍攝的寫真DVD《走吧！为了聖奈的未來》（はばたけっ！せいなの未来へ）公開。此作為其初中時期的最後一部作品。5月30日，她推出了DVD-BOX《相川聖奈 Premium DVD BOX》，當中包含三枚DVD——兩枚為舊作，餘下一枚為新作。7月20日，她推出了於關島拍攝的寫真DVD《畢業－神圣的季节》（卒業－聖なる季節），相川在當中飾演愛上了鄰居（觀眾）的青梅竹馬。10月31日，由她以身穿泳衣、校服、女仆装的姿態拍攝的寫真DVD《Jschool》公開。12月25曰，她推出了自己最後一部的寫真DVD《最后的圣夜》（ラスト聖夜），她表示不再推出寫真DVD的原因在於「想把焦點集中在高中生活和舞台表演上」。

## 人物
相川喜歡觀賞賽車。在出道初期，便有報導形容她為「巨乳小學生」。根據其本人的說法，她的乳房在小三小四左右開始變大。
她在小學時曾任《Sho→Boh》的兒童會長。此外亦在升上初中後擔任過《Chu→Boh》的學生會長。在升上高一後會為了控制體重而定期去游泳池。

## 外部連結
- 相川聖奈のMy Smile Lifeログ （页面存档备份，存于）